# 植松鉱治
植松 鉱治（うえまつ こうじ、1986年8月30日 - ）は、日本の元体操競技選手。
大阪府出身。コナミスポーツクラブ所属。

## 人物
6歳で体操を始め、清風高等学校を経て、仙台大学に進学。
仙台大在学中の2008年9月2日に埼玉・くまがやドームで開催された第62回全日本学生体操競技選手権（インカレ）個人総合で当時、日体大だった内村航平を抑えて優勝。
2010年、10月21日にオランダ・ロッテルダムで開催された第42回世界体操競技選手権大会で団体銀メダルを獲得。
2013年、第67回全日本体操競技種目別選手権大会の男子鉄棒で優勝。
2015年、第69回全日本シニア体操競技選手権大会の男子鉄棒で優勝。11月29日に行われた第69回全日本体操競技種目別選手権大会で引退。

## 主な実績
- 2008年 全日本学生体操競技選手権 個人総合優勝
- 2010年 世界体操競技選手権大会 団体銀メダル
- 2013年 全日本体操競技種目別選手権大会 男子鉄棒 優勝
- 2015年 全日本シニア体操競技選手権大会 優勝